# ادواردو دانتاس
ادواردو دانتاس (انگلیسی: Eduardo Dantas؛ زادهٔ ۳ فوریهٔ ۱۹۸۹) ورزشکار هنرهای رزمی ترکیبی اهل برزیل است. وی از سال ۲۰۰۷ میلادی تاکنون مشغول فعالیت بوده‌است.